# 栃尾市
栃尾市（日语：／ Tochio shi */?）是新潟縣的一個已不存在的市。於2006年1月1日編入長岡市。

## 歷史
- 1954年（昭和29年）6月1日、市制施行。
- 1955年（昭和30年）3月31日、古志郡西谷村、入東谷村編入。
- 1956年（昭和31年）9月30日、古志郡中野俣村、半藏金村編入。
- 2006年（平成18年）1月1日、編入長岡市。